# Мирмекология

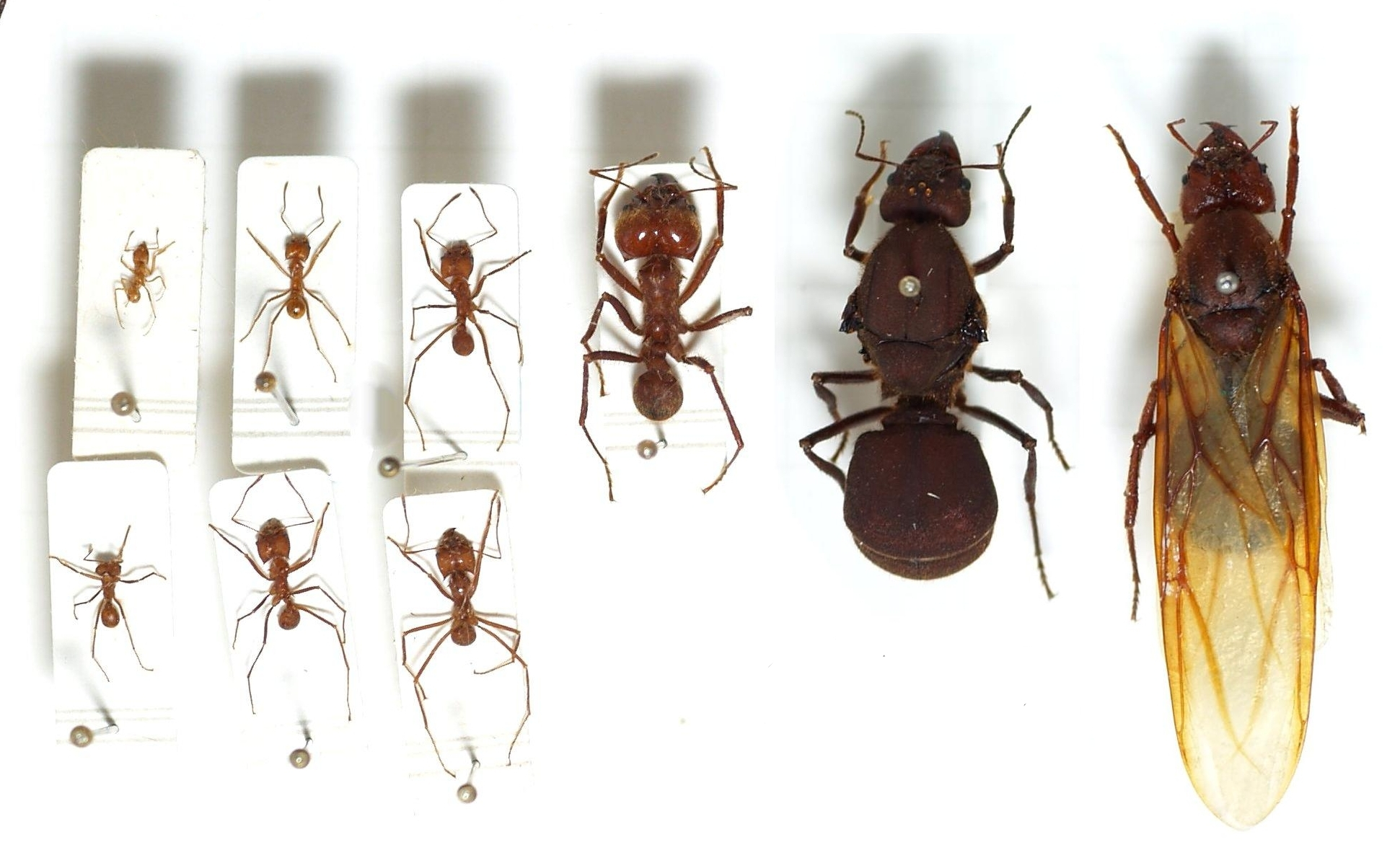
Муравьи-листорезы. Рабочие разных каст (слева) и две матки (справа)

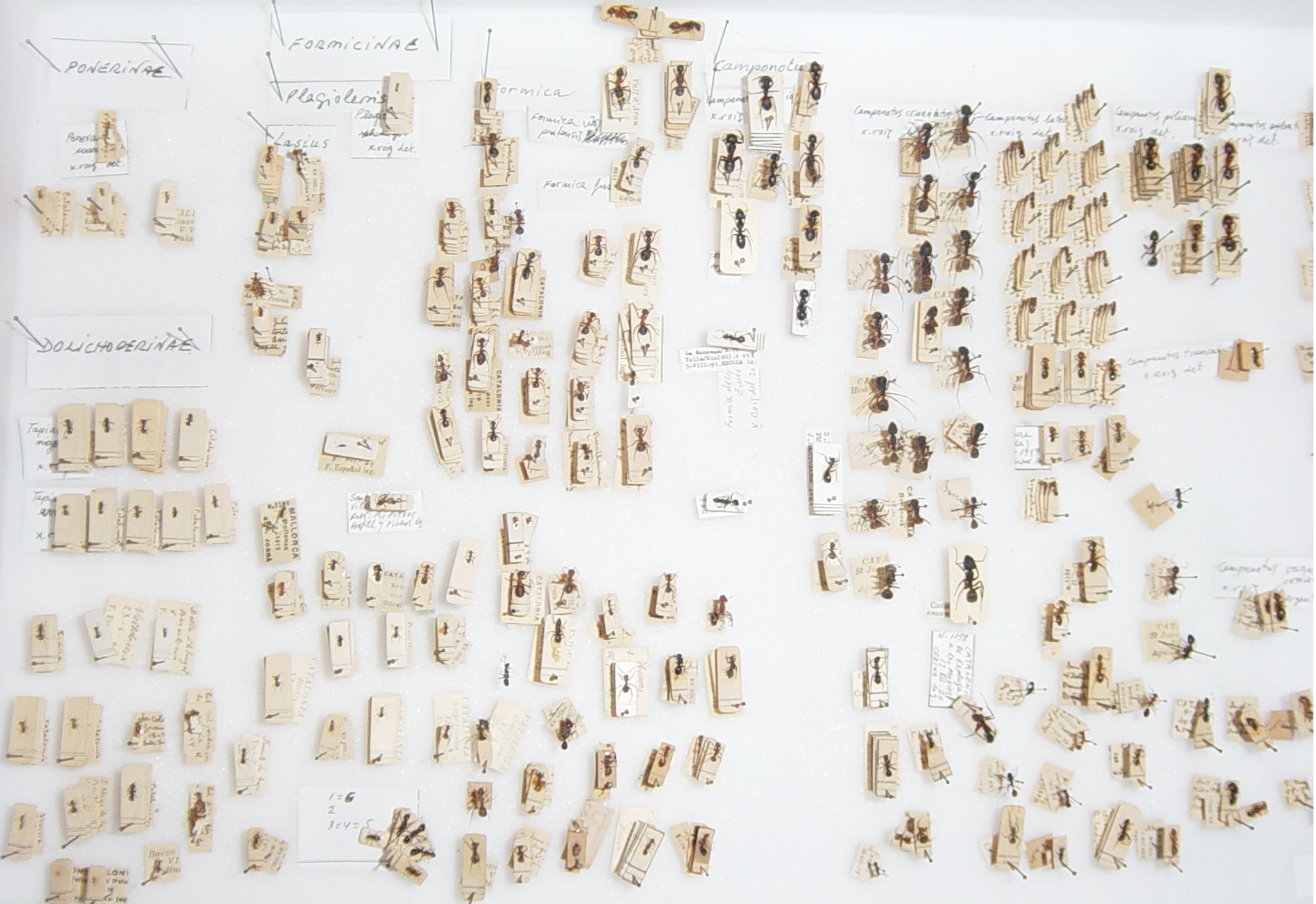
Научная коллекция муравьёв

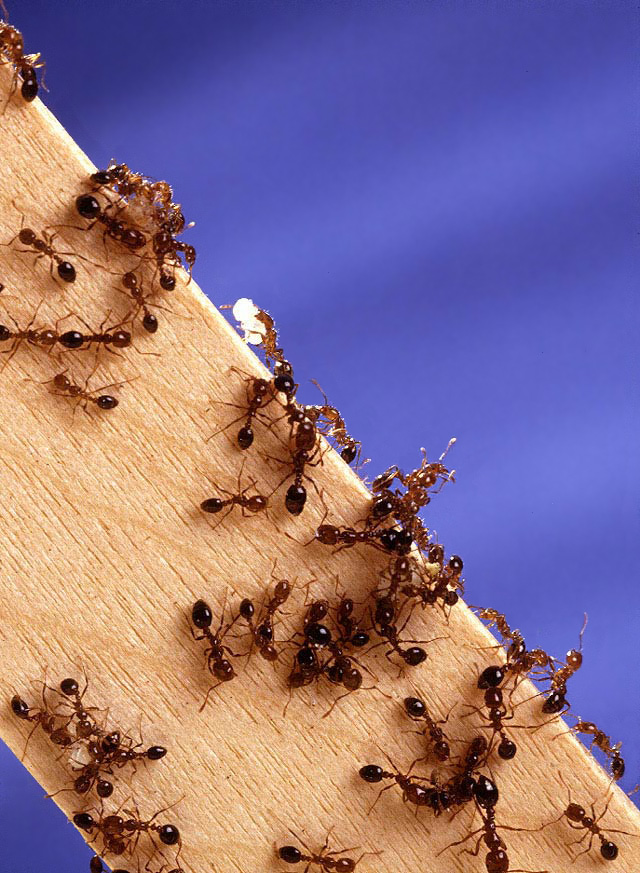
Красный огненный муравей Solenopsis invicta, главный объект мирмекологии

Мирмеколо́гия (от др.-греч. μύρμηξ «муравей» + λόγος «учение») — это раздел энтомологии, посвящённый научному изучению муравьёв.
Некоторые ранние мирмекологи считали муравьиное общество идеальной формой общества и стремились найти решение человеческих проблем, изучая их. Муравьи служат моделью для изучения вопросов эволюции социальных систем из-за их сложных и разнообразных форм эусоциальности (социальная организация, в которой есть разделение труда, обучение, разведение грибов и тлей, рабовладение и социальный паразитизм). Их разнообразие и значимость в экосистемах также сделали их важными компонентами в изучении биоразнообразия и сохранения природы. В последнее время колонии муравьев также изучаются и моделируются на предмет их актуальности в машинном обучении, сложных интерактивных сетях, стохастичности и сетей взаимодействий, параллельных вычислений, муравьиного алгоритма и в других вычислительных областях. Как отмечала исследовательница Шарлотта Слэй, мирмекология является неотъемлемой частью большей части интеллектуализма двадцатого века.

## История
Термин «мирмекология» был введён в обиход крупным американским энтомологом академиком Уильямом Уилером (англ. William Morton Wheeler) (1865—1937) примерно в 1906 году. Однако человеческий интерес к образу жизни муравьёв уходит корнями в далёкое прошлое. Самые ранние научные работы, основанные на наблюдении за жизнью муравьёв, принадлежат Огюсту Форелю (1848—1931), швейцарскому психологу, который первоначально интересовался идеями инстинкта, обучения и общества. В 1874 году он написал книгу о муравьях Швейцарии, «Les fourmis de la Suisse» и назвал свой дом La Fourmilière (муравьиная колония). Ранние исследования Фореля включали попытки смешать разные виды муравьёв в одной колонии. Он отметил полидомию и монодомию у муравьёв и сравнил их со строением человеческого общества и его народов.
Уилер взглянул на муравьёв в новом свете с точки зрения их социальной организации, и в 1910 году он прочитал в Вудс-Холе лекцию на тему «Муравьиная колония как организм» («The Ant-Colony as an Organism»), которая положила начало идее о суперорганизмах. Уилер считал трофаллаксис или распределение пищи внутри колонии главным стержнем построения муравьиного общества. Это явление было им изучено с использованием красителя в пище и наблюдением за тем, как он распространяется в колонии.
В XIX веке и в начале XX века мирмекологи в основном работали над фаунистикой и систематикой муравьёв. Эта традиция продолжалась во многих частях света, пока не были достигнуты определённые успехи в других аспектах биологии. Появление генетики, достижения в этологии и палеонтологии привели к новым идеям в мирмекологии. Это направление исследований было впервые предложено Эдвардом Осборном Уилсоном, который основал область науки, названную социобиологией.

## Наиболее исследованные муравьи
Десятка наиболее изученных видов муравьёв в зависимости от числа посвящённых им статей в 1984—2008 годах, выглядит так:
- Solenopsis invicta — 984 статей
- Linepithema humile — 343
- Lasius niger — 250
- Formica rufa — 167
- Atta sexdens — 163
- Formica polyctena — 160
- Solenopsis geminata — 151
- Myrmica rubra — 142
- Monomorium pharaonis — 121
- Atta cephalotes — 112

### Геномымуравьёв
- Acromyrmex echinatior (муравей-листорез) (2011[8])
- Atta cephalotes (муравей-листорез) (2011[9])
- Camponotus floridanus (2010[10])
- Cerapachys biroi (2014[11])
- Harpegnathos saltator (2010[10])
- Lasius niger (чёрный садовый муравей)(2017[12])
- Linepithema humile (аргентинский муравей) (2011[13])
- Pogonomyrmex barbatus (муравей-жнец) (2011[14])
- Solenopsis invicta (красный огненный муравей) (2011[15])

## Список крупнейших мирмекологов
- Длусский, Геннадий Михайлович (1937—2014)
- Караваев, Владимир Афанасьевич (1864—1939)
- Кипятков, Владилен Евгеньевич (1949—2012)
- Мариковский, Павел Иустинович (1912—2008)
- Захаров, Анатолий Александрович  (1940—2021)
- Резникова, Жанна Ильинична (род. 1950)[16]
- Радченко, Александр Григорьевич (род. ?)
- Ernest André (1838—1911)
- Francis Bernard (1908—1990)
- Murray S. Blum (род. 1929)
- Барри Болтон (род. ?)
- Томас Боргмайер[англ.] (1892—1975)
- Michael Vaughan Brian M.A. Sc.D. OBE (1919—1990)
- Alfred Buschinger
- A. C. Cole, Jr.
- Cedric Collingwood (1919—2016)
- Wojciech Czechowski
- Mark A. Deyrup
- Jan Dobrzański (род. 1922)
- Janina Dobrzańska
- Horace Donisthorpe (1870—1951)
- Carlo Emery (1848—1925) Биография
- Xavier Espadaler
- Auguste Forel (1848—1931)
- Karl Gößwald (1907—1996)
- William Gould (17??—?)
- Bert Hölldobler (род. 1936)
- Pierre Huber (1777—1840)
- Charles Janet (1849—1932)
- Thomas C. Jerdon (1811—1872)
- Heinrich Kutter (1896—1990)
- N. Kusnezov (Н. Н. Кузнецов-Угамский) (1898—1963) -
- Pierre André Latreille (1762—1833)
- Sir John Lubbock (1834—1913)
- William T. Mann (1886—1960)
- Gustav Mayr (1830—1908)
- Бейзил Дерек Рэгг-Морли (англ. Basil Derek Wragge-Morley; 1920—1969, Великобритания)
- Bohdan Pisarski (1928—1992)
- Bernhard Seifert (род. 1955)
- Фредерик Смит, 1805—1879)
- Marion Russell Smith (1894—1981)
- Roy R. Snelling (1934—2008) Биография
- E. Wasmann Биография
- John Obadiah Westwood (1805—1893)
- Уильям Мортон Уилер, 1865—1937) Биография
- Edward Osborne Wilson (1929—2021) Биография

## Журналы
- Asian Myrmecology[англ.], Малайзия, Universiti Malaysia Sabah, 2007- (ISSN 1985-1944) .
- Insectes Sociaux, основан во Франции, первый том вышел в 1954 году. Выпускается IUSSI и издательством Birkhäuser (Швейцария).
- Myrmecological news[англ.], Австрия, 1995- (ISSN	1994-4136).

## Симпозиумы
- XVI-й Всероссийский мирмекологический симпозиум, 27–31 августа 2022, Москва[17]
- XV-й Всероссийский мирмекологический симпозиум, 20—24 августа 2018, Екатеринбург[18]
- XIV-й Всероссийский мирмекологический симпозиум, 19—23 августа 2013, Москва,
- XIII-й Всероссийский мирмекологический симпозиум, 26—30 августа 2009, Нижний Новгород,
- XII-й Всероссийский мирмекологический симпозиум, 7—14 августа 2005, Новосибирск,
- XI-й Всероссийский мирмекологический симпозиум, 20—26 августа 2001, Пермь
- I-й Всесоюзный симпозиум по использованию муравьёв для борьбы с вредителями леса, 1963, Москва.

## Мирмекологические термины
- Ацидопора[англ.]* — трубковидный модифицированный гипопигий на кончике брюшка, через который выбрызгивается кислота у взрослых муравьёв Formicinae (обычно окружена воротничком из сет)
- Бивуак — место временного расположения кочевых муравьёв из подсемейств Dorylinae и Ecitoninae, их временное гнездо в оседлую фазу развития
- Гамэргаты (англ. Gamergates) — рабочие муравьи, способные к спариванию и размножению, выполняющие роль матки
- Гаплометроз — основание новой колонии муравьёв единственной фертильной самкой
- Головной индекс (Cephalic Index) — соотношение ширины и длины головы × 100 (CI = HW/HL×100)
- Длина Вебера (длина груди) — максимальная диагональная длина мезосомы в профиль, измеренная от самого переднего края переднеспинки, исключая шейный щит, до самого заднего края проподеальных долей, когда они присутствуют (WL, Weber’s length).
- Домации (англ. Domatium, domatia) — полые разрастания мирмекофитных растений с системой внутренних ходов и входными отверстиями, в которых поселяются муравьи и другие членистоногие
- Дюфурова железа — железа внешней секреции, характерная для самок муравьёв и других жалящих перепончатокрылых насекомых (пчёл и ос)
- Индекс петиоля (petiolar index) — соотношение ширины и длины (PI = PTW ÷ PTL × 100).
- Индекс постпетиоля (postpetiolar index) — соотношение ширины и длины (PPI= PPW ÷ PPL × 100).
- Индекс скапуса (Scape Index) — соотношение длины скапуса усика к ширине головы × 100 (SI = SL/HW×100)
- Кинопсис — восприятие муравьями в качестве сигнала характерных движений других особей одной общины («язык поз»)
- Мандибулярный индекс (MI) — соотношение длины мандибул к длине головы
- Метаплевральная железа — железа внешней секреции, характерная для муравьёв, выполняющая в основном защитную антибиотическую роль
- Метасома — у муравьёв это задняя часть тела, состоящая из стебелька (петиоль) и брюшка. Метасома соединяется с мезосомой (в состав которой входит проподеум, задняя часть грудки)
- Моногиния — наличие лишь одной яйцекладущей самки (матки, царицы) в семье
- Монокалия — обитание семьи муравьёв в одном постоянном гнезде
- Мономорфизм (от др.-греч. μολύμορφος «однообразный») — существование одной внешне не отличающейся размерами и пропорциями формы рабочей касты у одного и того же вида, приспособленных к выполнению разнообразных функций в популяциях или семьях данного вида. Рассматривается примитивным состоянием у муравьёв.
- Муравьи-рабовладельцы — муравьи, использующие другие виды муравьёв в качестве рабочей касты
- Муравьи-фуражиры (кратко фуражиры) — муравьи, специализирующиеся на доставке добычи в семью
- Муравьиная матка (царица, или королева, англ. queen) — яйцекладущая самка, отличающаяся от других членов семьи своими признаками: плодовитостью, размерами и т. д.
- Петиоль (стебелёк) — особый сегмент метасомы, соединяющий брюшко с грудкой (главный элемент осиной талии муравьёв)
- Плеометроз — совместное основание новой колонии муравьёв несколькими оплодотворёнными самками
- Полигиния — у муравьёв и других общественных насекомых это присутствие в семье нескольких размножающихся яйцекладущих самок (маток)[19].
- Поликалия — обитание семьи муравьёв (и некоторых других общественных насекомых) в нескольких гнёздах
- Полиморфизм (от др.-греч. πολύμορφος «многообразный») — существование нескольких внешне отличающихся размерами и пропорциями форм у одного и того же вида, приспособленных к выполнению особых функций в популяциях или семьях данного вида (например, мелкие няньки, средние строители и фуражиры, крупные солдаты)
- Полиэтизм — фиксированные различия в выполнении разными особями определённого круга функций у общественных насекомых — разделение труда
- Понератоксин (Poneratoxin, PoTX) — нейротоксин, обнаруженный у муравьёв, специфически действующий на нервные клетки, взаимодействуя с ионными каналами и белками плазматической мембраны
- Постпетиоль — второй членик стебелька осиной талии муравьёв, между петиолем и собственно брюшком (сегмент метасомы)
- Постфарингеальная (заглоточная) железа — особая железа у рабочих особей муравьёв, в которой производятся и хранятся жиры, предназначенные для кормления личинок
- Провентрикулус (лат. Proventriculus, преджелудок) — мышечный насос-клапан между зобом и средней кишкой. Провентрикулус имеет базальную луковицу, но у некоторых групп луковица окружена кольцом из четырёх склеротизованных чашелистиков (sepals), которые вместе называются чашечкой (calyx).
- Проподеальные шипики — шипики на проподеуме (задней части груди)
- Проподеум — у муравьёв это задняя часть грудки, являющаяся по происхождению частью метасомы (брюшка), первый абдоминальный сегмент
- Псаммофор — образование из щетинок и волосков на нижней стороне головы у некоторых муравьёв и ос
- Солдаты — специализированная каста крупных рабочих муравьёв (=динэргаты, майоры ♃), увеличенных по сравнению с обычными рабочими (=микроэргатами, минорами)
- Трофаллаксис (от др.-греч. τροφή — питание, и ἄλλαξις — обмен) — обмен пищей и выделениями желез
- Трофобиоз — взаимовыгодные отношения между муравьями и выделяющими падь насекомыми (тлями, червецами, щитовками и другими)
- Формикарий (лат. Formicarium) — сооружение для содержания муравьёв или искусственный муравейник
- Хельциум (лат. Helcium) — редуцированные и специализированные пресклериты 3-го абдоминального сегмента (постпетиоля), которые формируют соединение со 2-м абдоминальным сегментом (петиолем) и почти полностью скрыты в заднем отверстии петиоля
- Эргатоидные самки (англ. Ergatoid queens, Ergatoid) — репродуктивная бескрылая каста муравьёв, промежуточная между самками и рабочими, способная к размножению

## Сходные термины
- Мирмекоморфия — сходство с муравьями
- Мирмекофагия — поедание муравьев
- Мирмекофилия — обитание вместе с муравьями
- Мирмекофиты — виды растений, живущие во взаимовыгодных отношениях с муравьями, предоставляя им место для размещения муравейников.
- Мирмекохория — распространение семян муравьями